# Arne Hülphers
Arne Hülphers (4 de abril de 1904 – 24 de julio de 1978) fue un director de orquesta y pianista de nacionalidad sueca. 

## Biografía
Su nombre completo era Arne Gunnar Valter Hülphers, y nació en Trollhättan, Suecia. Era hermano de Torsten Hülphers. Hülphers se crio y cursó estudios escolares en Turku, Finlandia, a donde su familia se mudó. Sin embargo, a partir de 1924 estudió en la Real Academia Sueca de Música de Estocolmo, donde se graduó como director musical en 1928. 
En un principio trabajó como pianista de bar y de baile, y en el otoño de 1933 fue aceptado para ingresar en la orquesta de Håkan von Eichwald, la cual dirigió en 1934, adoptando al principio la formación el nombre Kaosorkestern, que pasó más adelante a Fenixorkestern. Entre los músicos de la orquesta figuraban Gösta Törner (trompeta), Erik Eriksson (saxofón), Miff Görling y Julius Jacobsen (trombón). La orquesta tocó en el local Fenix-Kronprinsen, así como en diferentes parques populares en los años 1934 a 1939.
Su orquesta tocó en Copenhague en 1934 y 1936, y llevó a cabo giras por Escandinavia. A partir de 1937 se hizo muy popular en Alemania. La orquesta se disolvió en 1940, aunque Hülphers trabajó con otras bandas en Alemania hasta el año 1942. Entre 1942 y 1944 también dirigió una orquesta en el local Berns, en Estocolmo, y en 1948–1949 actuó en el Valandhuset, en Gotemburgo.
Alcanzaron notoriedad sus grabaciones como director de orquesta Black and tan fantasy (1937), Dinah (1937) y Hülphers stomp (1938).
Hülphers estuvo casado entre 1934 y 1955 con Greta Wassberg y, a partir de 1956, con Zarah Leander, para la cual actuó como músico acompañante y director. La pareja llevó a cabo varias giras y conciertos por Suecia, Alemania y Austria. 
Arne Hülphers falleció en Häradshammar, en la provincia sueca de Östergötland, en el año 1978.

## Filmografía

### Compositor
- 1944 : Fattiga riddare

### Actor

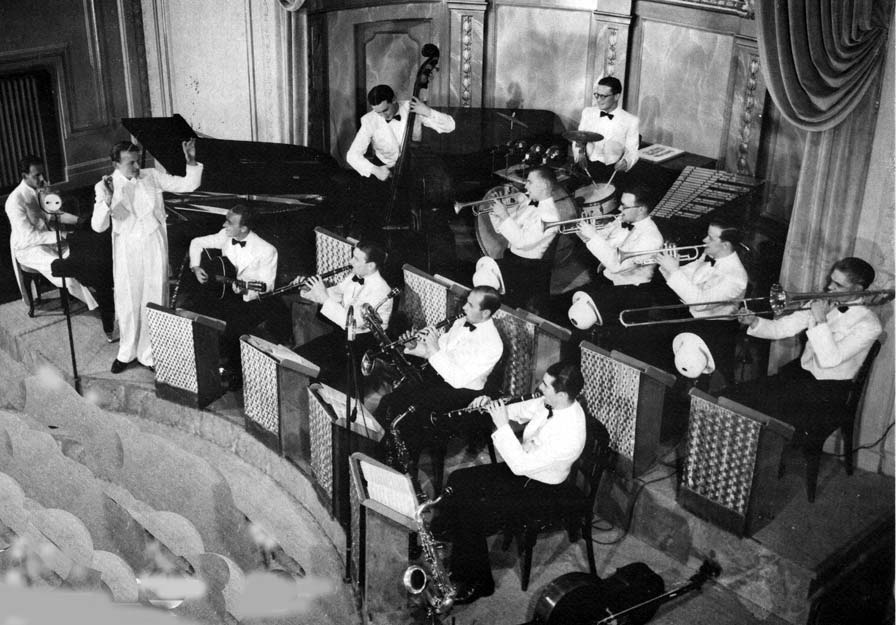
La orquesta de Arne Hülphers en 1934

- 1940 : Kyss henne!
- 1940 : Lillebror och jag
- 1952 : Snurren direkt

## Discografía
- Hülphers stomp. Arne Hülphers orkester 1934-1938. LP. Odeon : 4E 054-34831 M. 1973[2]
- La orquesta de Arne Hülphers en Svensk underhållningsmusik, revyer och film 1900–1960